# Diócesis de Kalisz
La diócesis de Kalisz (en latín: Dioecesis Calissiensis y en polaco: Diecezja kaliska) es una circunscripción eclesiástica de la Iglesia católica en Polonia. Se trata de una diócesis latina, sufragánea de la arquidiócesis de Poznan. Desde el 25 de enero de 2021 su obispo es Damian Bryl.

## Territorio y organización

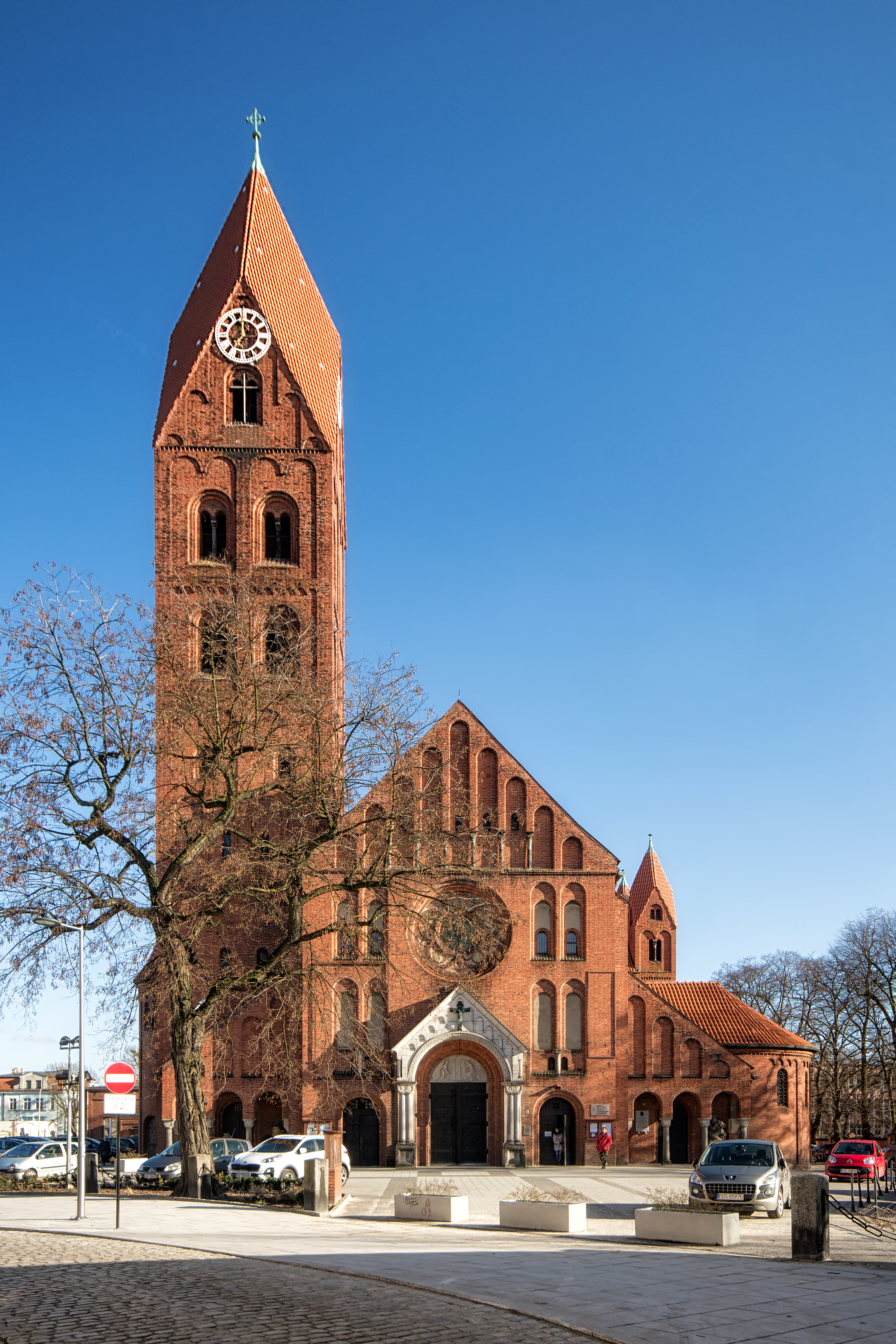
Concatedral de San Estanislao, en Ostrów Wielkopolski

La diócesis tiene 10 800 km² y extiende su jurisdicción sobre los fieles católicos de rito latino residentes en la parte meridional del voivodato de Gran Polonia, una pequeña porción nororiental del voivodato de Baja Silesia, el distrito de Wieruszów en el voivodato de Lodz y una pequeña porción septentrional del voivodato de Opole.

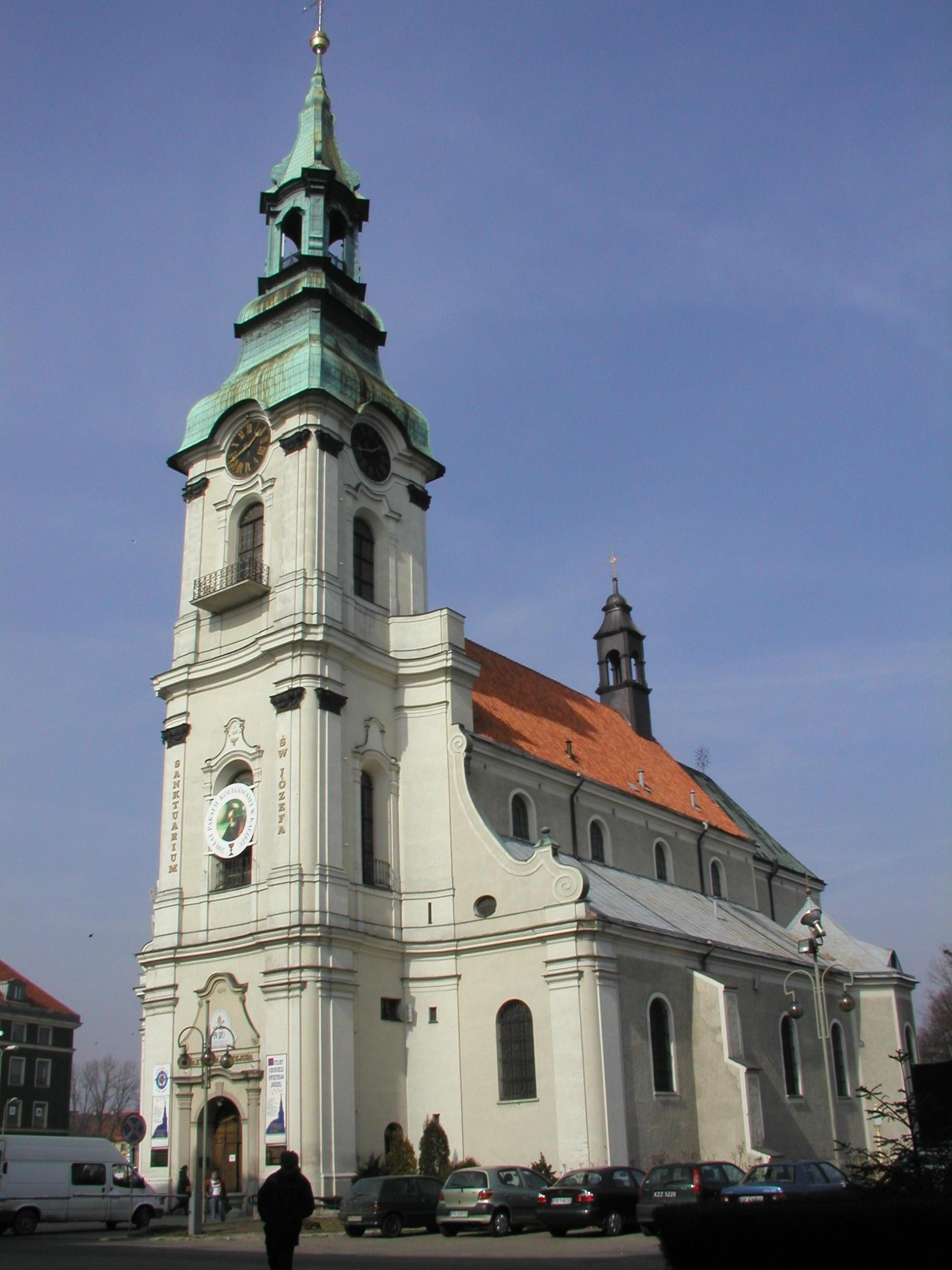
Basílica colegiata de la Asunción de la Virgen María, en Kalisz

La sede de la diócesis se encuentra en la ciudad de Kalisz, en donde se halla la Catedral de San Nicolás. En Ostrów Wielkopolski se encuentra la Concatedral de San Estanislao. En la diócesis existen tres basílicas menores: la basílica colegiata de la Asunción de la Virgen María, en Kalisz, la basílica de la Madre de Dios Auxilio de los Cristianos, en Twardogóra, y la basílica de San Juan Bautista, en Krotoszyn.

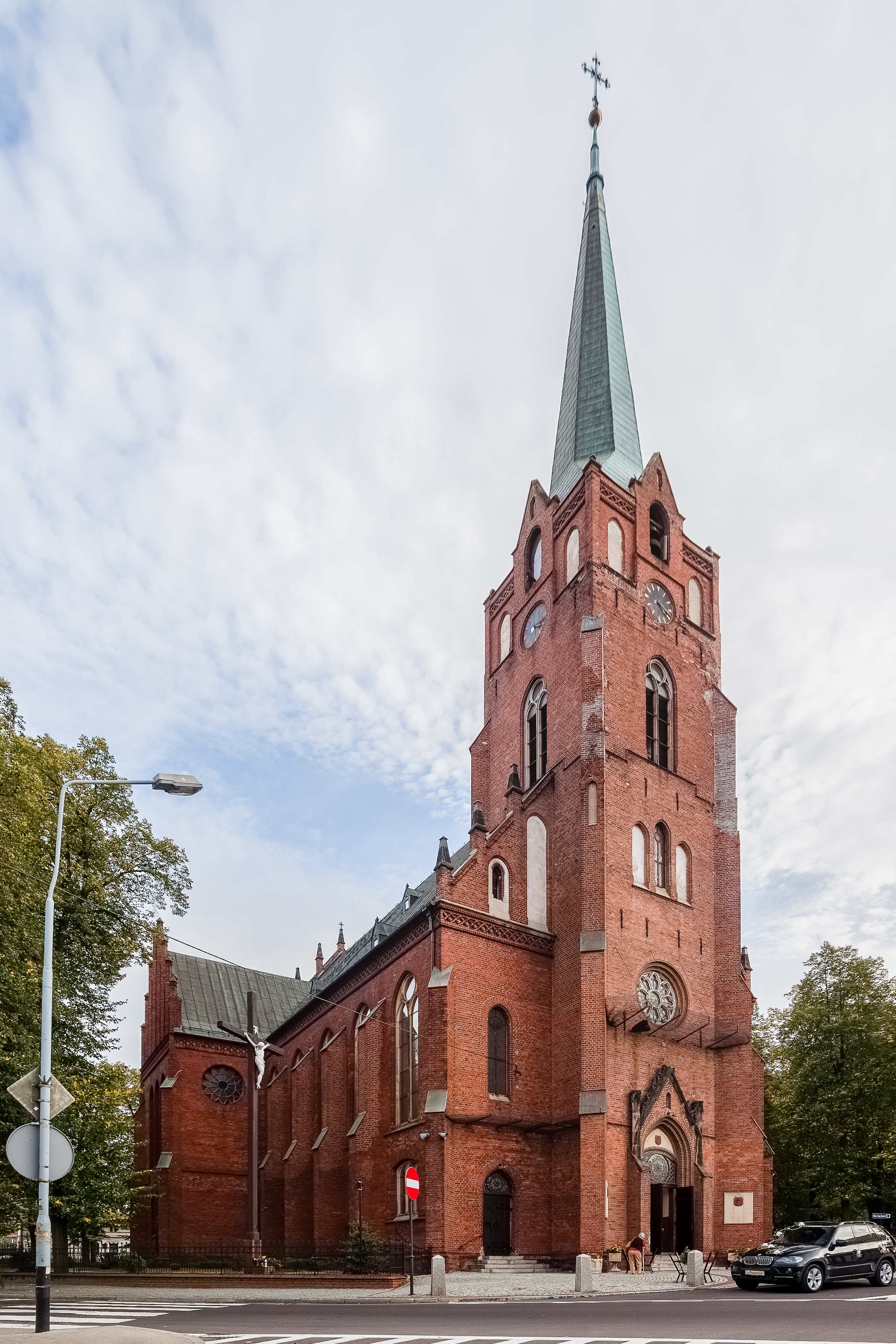
Basílica de la Madre de Dios Auxilio de los Cristianos, en Twardogóra

En 2023 en la diócesis existían 283 parroquias agrupadas en 33 decanatos: Błaszkowski, Bolesławiecki, Braliński, Czermiński, Dobrzycki, Gołuchowski, Grabowski, Jarociński, Kaliski I, Kaliski II, Kępiński, Koźminkowski, Koźmiński, Krotoszyński, Lututowski, Mikstacki, Odolanowski, Ołobocki, Opatówecki, Ostrowski I, Ostrowski II, Ostrzeszowski, Pleszewski, Raszkowski, Stawiszyński, Sycowski, Trzcinicki, Twardogórski, Wieruszowski, Wołczyński, Zdunowski, Żerkowski y Złoczewski.

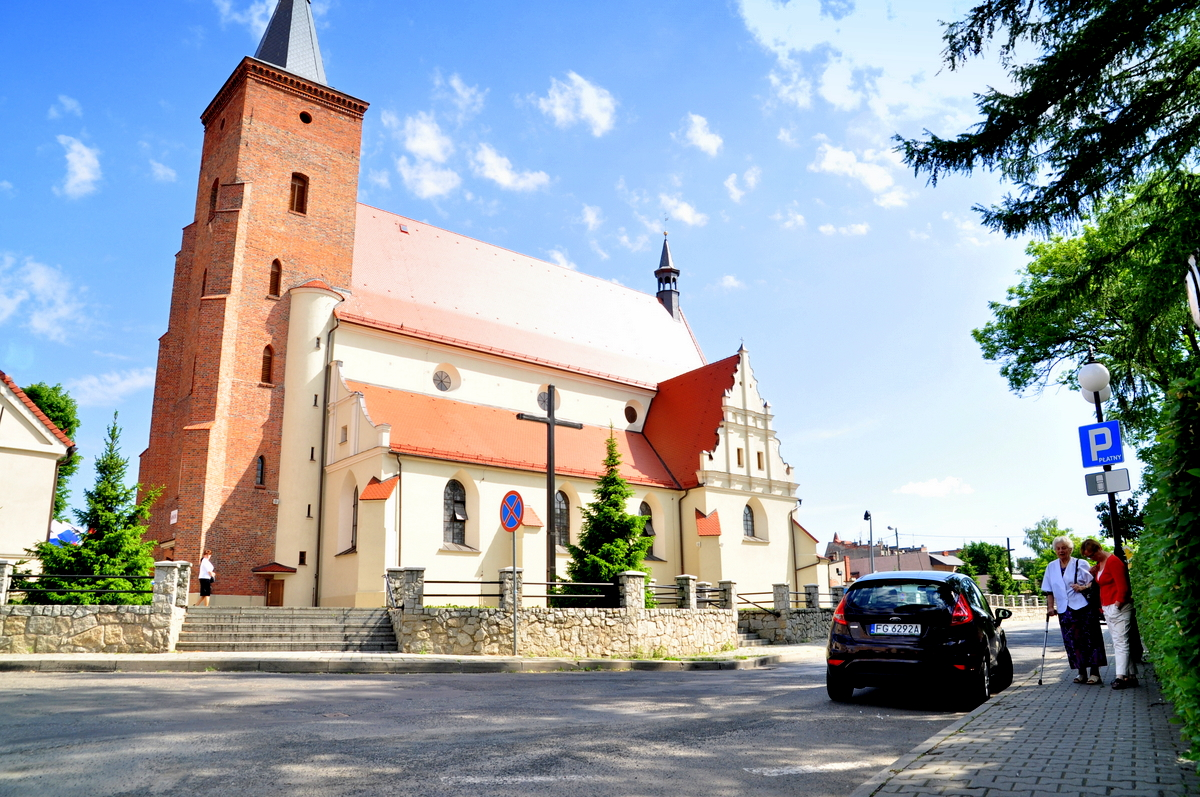
Basílica de San Juan Bautista, en Krotoszyn

## Historia
En 1818 la antigua diócesis de Włocławek tomó el nombre de diócesis de Cuyavia-Kalisz (el primero era el nombre de la región histórica y el segundo el de la nueva ciudad, sede de la diócesis). Después de más de un siglo, en 1925, la diócesis recuperó su antiguo nombre tras una reorganización de las sedes episcopales polacas querida por el papa Pío XI mediante la bula Vixdum Poloniae unitas.
La diócesis de Kalisz fue erigida el 25 de marzo de 1992, como parte de la reorganización de las diócesis polacas deseada por el papa Juan Pablo II mediante la bula Totus Tuus Poloniae populus. El territorio se obtuvo de las arquidiócesis de Gniezno, Poznan, Breslavia y de las diócesis de Częstochowa (hoy arquidiócesis de Częstochowa), Opole y Włocławek.
El 7 de octubre de 1993, con la carta apostólica Christifideles dioecesis, el papa Juan Pablo II confirmó a san José, invocado con el título de "Custodio del Redentor" (Redemptoris custos), como patrono principal de la diócesis.
El 25 de junio de 2019 la Congregación para el Culto Divino y la Disciplina de los Sacramentos concedió a los sacerdotes residentes en la diócesis el derecho a celebrar hasta cuatro misas los domingos y días festivos de precepto.

## Estadísticas
Según el Anuario Pontificio 2024 la diócesis tenía a fines de 2023 un total de 727 470 fieles bautizados.
| Año                                                                             | Población            | Población | Población      | Sacerdotes | Sacerdotes    | Sacerdotes    | Bautizados por sacerdote | Diáconos permanentes | Religiosos | Religiosos | Parroquias |
| Año                                                                             | Bautizados católicos | Total     | % de católicos | Total      | Clero secular | Clero regular | Bautizados por sacerdote | Diáconos permanentes | Varones    | Mujeres    | Parroquias |
| ------------------------------------------------------------------------------- | -------------------- | --------- | -------------- | ---------- | ------------- | ------------- | ------------------------ | -------------------- | ---------- | ---------- | ---------- |
| 1999                                                                            | 753 500              | 764 000   | 98.6           | 515        | 445           | 70            | 1463                     |                      | 85         | 523        | 269        |
| 2000                                                                            | 758 555              | 769 055   | 98.6           | 511        | 441           | 70            | 1484                     |                      | 85         | 520        | 272        |
| 2001                                                                            | 758 434              | 768 934   | 98.6           | 518        | 438           | 80            | 1464                     |                      | 93         | 528        | 276        |
| 2002                                                                            | 758 600              | 769 100   | 98.6           | 527        | 447           | 80            | 1439                     |                      | 93         | 523        | 278        |
| 2003                                                                            | 758 500              | 769 000   | 98.6           | 532        | 452           | 80            | 1425                     |                      | 93         | 516        | 279        |
| 2004                                                                            | 758 300              | 768 700   | 98.6           | 542        | 462           | 80            | 1399                     |                      | 93         | 522        | 279        |
| 2006                                                                            | 757 600              | 767 600   | 98.7           | 556        | 476           | 80            | 1362                     |                      | 93         | 515        | 279        |
| 2011                                                                            | 746 400              | 756 400   | 98.7           | 573        | 495           | 78            | 1302                     |                      | 90         | 517        | 282        |
| 2013                                                                            | 726 000              | 732 348   | 99.1           | 608        | 525           | 83            | 1194                     |                      | 90         | 446        | 282        |
| 2016                                                                            | 732 100              | 736 160   | 99.4           | 580        | 500           | 80            | 1262                     |                      | 83         | 424        | 282        |
| 2019                                                                            | 727 672              | 733 839   | 99.2           | 589        | 506           | 83            | 1235                     |                      | 87         | 423        | 283        |
| 2021                                                                            | 723 834              | 727 197   | 99.5           | 561        | 475           | 86            | 1290                     |                      | 90         | 422        | 283        |
| 2023                                                                            | 727 470              | 730 940   | 99.5           | 537        | 462           | 75            | 1354                     |                      | 82         | 325        | 283        |
| Fuente: Catholic-Hierarchy, que a su vez toma los datos del Anuario Pontificio. |                      |           |                |            |               |               |                          |                      |            |            |            |

## Episcopologio
- Stanisław Napierała (25 de marzo de 1992-21 de julio de 2012 retirado)
- Edward Janiak † (21 de julio de 2012-17 de octubre de 2020 renunció)[nota 3]
- Damian Bryl, desde el 25 de enero de 2021